# Oficina de Resolución de Anomalías en Todos los Dominios
La Oficina de Resolución de Anomalías en Todos los Dominios (del inglés: All-domain Anomaly Resolution Office, o por sus siglas, AARO) es una oficina establecida dentro de la estructura organizacional de la Oficina del Secretario de Defensa de Estados Unidos encargada de investigar y analizar objetos voladores no identificados (ovnis) y otros fenómenos aéreos, marítimos, espaciales y/o terrestres: a veces denominados "Fenómenos Aéreos No Identificados" o "Fenómenos Anómalos No Identificados". Su director es el físico Sean Kirkpatrick.
La predecesora de la AARO fue el Grupo de Trabajo de Fenómenos Aéreos No Identificados (Unidentified Aerial Phenomena Task Force, UAPTF), un programa  dirigido por la Oficina de Inteligencia Naval cuyo objetivo era "normalizar y recopilar informes" de avistamientos de ovnis y que estuvo vigente desde el 2020 al 2021. En junio de 2020, el Grupo de Trabajo de Fenómenos Aéreos No Identificados estuvo presente en una audiencia del Comité Selecto del Senado sobre Inteligencia. El Grupo de Trabajo de Fenómenos Aéreos No Identificados publicó un informe preliminar en junio de 2021. En julio de 2022 se anunció que la AARO sucedería al Grupo de Trabajo de Fenómenos Aéreos No Identificados como organización. El Equipo de Estudio Independiente de Fenómenos Anómalos No Identificados de la NASA celebró una reunión pública en junio de 2023 mostrando más imágenes UAP publicadas por la AARO.

## Hallazgos del Grupo de Trabajo de Fenómenos Aéreos No Identificados
El 12 de abril de 2021, el Pentágono confirmó la autenticidad de las imágenes y de los vídeos recopilados por el Grupo de Trabajo de Fenómenos Aéreos No Identificados, que supuestamente muestran "lo que parecen ser objetos con forma de pirámide" flotando sobre el USS Russell en 2019, frente a la costa de California, con la portavoz Susan Gough diciendo: "Puedo confirmar que las fotos y los videos a los que se hace referencia fueron captados por personal de la Marina. El Grupo de Trabajo de Fenómenos Aéreos No Identificados ha incluido estos incidentes en sus investigaciones en curso".
El mes siguiente Gough confirmó además que el personal de la Marina había grabado un segundo video y que el Grupo de Trabajo lo estaba revisando. El video, grabado el 15 de julio de 2019 en el centro de información de combate del USS Omaha, muestra supuestamente un objeto esférico volando sobre el océano grabado por una cámara infrarroja durante la noche, moviéndose a través de la pantalla antes de detenerse y descender hacia el agua.
El 10 de agosto de 2023 Politico comunicó que la "AARO está obligada por ley a crear una página web pública donde los testigos puedan informar directamente sobre posibles avistamientos de OVNIs", pero que esta "página web está condicionada por la burocracia del Pentágono".

### Valoraciones
El escéptico y escritor científico Mick West ha argumentado que los objetos con forma de pirámide del video probablemente fuera un avión, Júpiter o estrellas que estaban distorsionadas cuando la lente estaba desenfocada. West dijo que el video de la Marina es un ejemplo de un efecto fotográfico llamado bokeh, y demostró el efecto recreando en video imágenes piramidales similares.
El 25 de junio de 2021, la Oficina del Director de la Inteligencia Nacional publicó un informe sobre los UAP, comúnmente conocido como el Informe OVNI del Pentágono. El informe determinó que la UAPTF no pudo identificar 143 de los 144 objetos detectados entre 2004 y 2021. El informe decía que 18 presentaban patrones de movimiento o características de vuelo inusuales, y se necesitaba más análisis para determinar si esos avistamientos representaban una tecnología innovadora. El informe señaló que algunos de esos pasos requerían muchos recursos y una inversión adicional. El informe no relacionó los avistamientos con vida extraterrestre, y los funcionarios dijeron: "No tenemos indicaciones claras de que haya una explicación no terrestre para ellos, pero iremos a donde nos lleven los datos".
En diciembre de 2022, el subsecretario de Defensa para Inteligencia y Seguridad, Ronald Moultrie, dijo que "no hemos visto nada que nos lleve [...] a creer que alguno de los objetos que hemos visto es de origen extraterrestre" y que muchos de los objetos informados pueden ser "globos y cosas como vehículos aéreos no tripulados que se utilizan con fines distintos a la vigilancia o la recopilación de inteligencia". Cuando a Avril Haines, Directora de la Inteligencia Nacional, se le preguntó acerca de los 143 de los 144 encuentros que los militares han tenido con misteriosos objetos voladores, incluyendo varios que parecían demostrar una tecnología extraordinaria, dijo: "Siempre está la pregunta de que quizás haya algo más que sencillamente no entendemos y que puede ser extraterrestre". Después de hablar con varios de los pilotos navales que observaron una de las naves desconocidas, el administrador de la NASA, Bill Nelson, dijo que está convencido de que los pilotos "vieron algo y sus radares lo detectaron". Cuando se le pidió que especulara sobre la naturaleza de los fenómenos, Nelson respondió: "¿Quién soy yo para decir que el planeta Tierra es el único lugar que alberga una forma de vida civilizada y organizada como la nuestra?".

## Reacciones
Escribiendo para Politico, Bryan Bender citó a Christopher Mellon, ex Asistente Adjunto de Defensa para Inteligencia y asesor de la compañía To the Stars, diciendo: "Legitimiza aún más el problema", y agregó: "Eso en sí mismo es extremadamente importante. La gente puede hablar al respecto sin miedo a la vergüenza". Mellon también dijo: "Estamos hablando de docenas de incidentes en el espacio aéreo militar restringido a lo largo de los años".
En julio de 2020, el senador de Estados Unidos, Marco Rubio, declaró que le preocupaba que un país adversario hubiese logrado "algún salto tecnológico" que "les permitiera realizar este tipo de actividades", al tiempo que dijo que podría haber una explicación convencional que era " aburrida".
En un artículo publicado originalmente en Newsweek, el astrofísico Adam Frank escribió: "Si se hace bien, la comisión de los [UAP] podría hacer más que arrojar la luz que tanto se necesita sobre los UAP. También podría brindarles a los norteamericanos una clase magistral sobre los aspectos más básicos e importantes, y desafortunadamente, el tema más aburrido de la ciencia: Estándares de Prueba" y que "cuando se trata de UAPS/OVNIs no existen tales estándares. Es simplemente un todos contra todos".

## Organización de la AARO

### Ejecutivo
El Consejo Ejecutivo de AARO se denomina AAROEXEC. Sean M. Kirkpatrick es el director de la oficina, quien reporta al USD (I&S), Ronald Moultrie. La senadora Kirsten Gillibrand ayudó a fundar la organización.

### Misión
AARO se centrará en
1. Vigilancia, recopilación y grabación,
2. Capacidades y diseño del sistema,
3. Operaciones y análisis de Inteligencia,
4. Mitigación y derrota,
5. Gobernancia,
6. Ciencia y tecnología

La oficina debía continuar con la recopilación y el informe de incidentes de los UAP en el espacio aéreo de uso especial (SUA) perteneciente al Departamento de Defensa, así como con la recopilación y el informe de objetos anómalos. El AARO serviría a identificar y reducir brechas operativas entre inteligencia y contrainteligencia, y recomendarias cambios de políticas para evitar esas brechas.
La organización también tiene como objetivo fortalecer la comunicación entre las Fuerzas Armadas y el IC sobre embarcaciones marinas y aéreas no identificadas que podrían ser una amenaza para bases estadounidenses con información sensible.
La legislación permite que la oficina revise registros que datan hasta de 1945 para determinar si existían programas o contratistas ocultos que podrían encubrir información a la Casa Blanca o del Congreso de los Estados Unidos.

## Investigaciones actuales de la AARO
AARO ha abierto cientos de investigaciones desde su fundación en 2022. La mitad de estas investigaciones fueron resueltas con explicaciones mundanas, por ejemplo, globos meteorológicos. La otra mitad, contiene información que se mantiene inexplicable, con datos insuficientes para llegar a una conclusión definitivas.
La Oficina recibió una gran cantidad de informes desde su fundación, muchos de los cuales pertenecían a reportes del personal militar.
La oficina y ODNI publicaron un informe sin clasificar de 11 páginas el 12 de enero de 2022, motivado por una ley que indica que la Oficina de Inteligencia Nacional debe presentar un reporte al Congreso al año. El informe incluía 247 nuevos avistamientos de UAP que se remontan a marzo de 2021, así como 119 eventos anteriores a esa fecha que no fueron examinados previamente. El informe indicó que hubo "510 informes de UAP al 30 de agosto de 2022", lo que era una cantidad exponencial nunca antes reportado. El informe indicó que no se detectó evidencia alienígena.
El informe señaló que de los 366 nuevos informes, después del análisis inicial, se encontró que aproximadamente la mitad tenían explicaciones mundanas, por ejemplo, aeronaves sin tripulación, globos y desorden. Se corroboró que todos los informes deben seguir un análisis riguroso para comprobar o descartar si fueron afectados por la iluminación, el clima y la precisión de los sensores, siendo este último uno de los cuales parecen afectar el avistamiento por parte del operador o el equipo.
De los 366, 171 permanecieron sin clasificar detalles. El informe señaló que algunos de estos UAP no clasificados parecen haber mostrados características de vuelo y capacidades de rendimientos inusuales, y que requerían mayor anáisis.
Se solicitó que todos los organismos, incluyendo la NASA, la Administración Federal de Aviación, Administración Nacional Oceanográfica y Atmosférica y el Departamento de Energía proporcionen reportes. En lo que va de la recopilación, se destacó que la mayoría de los reportes pertenecían a las oficina de la Marina y la Fuerza Aérea de los Estados Unidos, quienen información a través de sus canales oficiales. El informe también señaló que algunos de los casos podrían deberse a que los sensores no funcionan correctamente.

## Historia
En 2007, la Agencia de Inteligencia de Defensa de los Estados Unidos estableció un programa no clasificado de bajo perfil titulado Programa de Identificación de Amenazas Aeroespaciales Avanzadas (AATIP). Esto fue una respuesta frente a varios informes de naves no identificadas que fueron avistadas por el ejército estadounidense. El programa fue clausurado en 2012, tras el cese de su financiación, y la Marina y los Servicios de Inteligencia continuaron su trabajo.

### UAPTF (2017 - 2020)
En diciembre de 2017, el Departamento de Defensa de los Estados Unidos confirmó la existencia de un programa de defensa utilizado para recopilar datos sobre avistamientos de ovnis militares, a pesar de la disolución del Programa de Identificación de Amenazas Aeroespaciales Avanzadas en 2012. Al igual que su programa predecesor, la Fuerza de Tarea UAP es administrada por el Subsecretario de Defensa para Inteligencia en colaboración con la Oficina de Inteligencia Naval .
Después de la audiencia en el Senado de junio de 2020, el senador Marco Rubio solicitó la publicación de imágenes de video de vehículos aéreos inexplicables recopilados por la Marina de los Estados Unidos, incluidos los videos de ovnis del Pentágono.
El 24 de junio de 2020, el Comité de Inteligencia votó para exigir a la Comunidad de Inteligencia de los Estados Unidos y al Departamento de Defensa de los Estados Unidos que rastreen y analicen públicamente los datos recopilados en vehículos aéreos inexplicables. Se emitirá un informe del grupo de trabajo al Comité de Inteligencia 180 días después de la aprobación de la ley de autorización de inteligencia.
El programa fue aprobado oficialmente el 4 de agosto de 2020 por el subsecretario de Defensa David Norquist y anunciado el 14 de agosto de 2020. "La misión del grupo de trabajo es detectar, analizar y catalogar los UAP que podrían representar una amenaza para la seguridad nacional de los EE. UU."

### AARO (2020-presente)
50 U.S.C. § 3373 (NDAA 2022 and NDAA 2023) dirigieron la Secretería y el DNI para establecer una oficina que se ocupara de las tareas de la UAPTF.
El sucesor del UAPTF se estableció el 23 de noviembre de 2021 como el Grupo de Sincronización de Gestión e Identificación de Objetos Aerotransportados (AOIMSG). La supervisión y dirección del AOIMSG iba a ser un Consejo Ejecutivo, anteriormente el Consejo Ejecutivo de Gestión e Identificación de Objetos Aerotransportados (AOIMEXEC). El AOIMEXEC sería copresidido por el Subsecretario de Defensa para Inteligencia y Seguridad (USD(I&S)) y el director de Operaciones, Estado Mayor Conjunto, y designaría un director interino para el AOIMSG.
El 20 de julio de 2022, el Departamento de Defensa anunció que los sucesores de AOIMSG y AOIMEXEC serían AARO y AAROEXEC, respectivamente. AARO es la Oficina de Resolución de Anomalías de Todos los Dominios y se disolvió la UAPTF. Los recursos del Departamento de Marina en la UAPTF se transfierieron al AARO. AAROEXEC gestionará la transición de la Fuerza de Tarea de Fenómenos Aéreos no Identificados a la AARO.
50 U.S.C. § 3373a (IAA 2022) requirió informes clasificados trimestrales al Congreso a partir del 13 de junio de 2022 a más tardar.

## Otras lecturas
- "Evaluación preliminar: fenómenos aéreos no identificados": evaluación de inteligencia no clasificada realizada por el Departamento de Defensa sobre el progreso de la UAPTF
- "Informe anual de 2022 sobre fenómenos aéreos no identificados": informe anual no clasificado de ODNI y AARO sobre la formación y el trabajo de AARO
- Comunicado de prensa del Departamento de Defensa sobre el UAPTF
- Comunicado de prensa del Departamento de Defensa sobre el AOIMSG
- Comunicado de prensa del Departamento de Defensa sobre la AARO
- Video (92:50): U.S. Congressional Hearing on UFO/UAP (May 17, 2022) en YouTube.

- Datos: Q121718898